# Ella quiere beber
Ella quiere beber è un singolo del rapper portoricano Anuel AA, pubblicato il 1º novembre 2018.

## Tracce
1. Ella quiere beber – 3:39